# Rue de la 1re Armée
La rue de la 1re Armée est une rue de la ville de Strasbourg, en France.

## Situation et accès
La rue est située dans le quartier de la Bourse, qui est englobé dans le quartier Bourse - Esplanade - Krutenau
D'une longueur d'environ 530 m, elle est le prolongement de la rue de la Division-Leclerc et débute au niveau du quai Saint-Nicolas. Elle adopte un tracé orienté globalement sud-est et se termine quai Fustel-de-Coulanges.

La rue est à sens unique sur l'ensemble de son tracé.
Les lignes de tramway A et D parcourent l'ensemble de la rue, de même que les lignes de bus 14 et 24. Ces lignes ont en commun la station Porte de l'Hôpital, qui doit son nom à l'entrée toute proche de l'Hôpital Civil.
Les lignes de bus 10 et 15 passent respectivement au nord et au sud de la rue de la 1re Armée.

## Origine du nom
La rue tient son nom de la 1re armée française qui placée sous les ordres du général de Lattre de Tassigny a libérée l'Alsace et Strasbourg en 1945.

## Historique
La rue fait partie de la Grande-Percée, important projet urbain de modernisation du centre historique de Strasbourg réalisé entre 1910 et 1960.
En 1872 après l'annexion de l'Alsace-Lorraine elle porte le nom de « Börsenstrasse » avant de prendre en 1918, le nom de « rue de la Bourse », pour redevenir durant l'occupation en 1940 « Börsenstrasse » puis en 1942 «  Karl-Hauss-Strasse » du nom de l'homme politique du Reich et de l'Empire allemand, Karl Hauss (1871-1925). La rue devient « rue de la 1re Armée » à la Libération.